# Canthigaster figueiredoi
Canthigaster figueiredoi, tên thông thường là cá nóc Nam Đại Tây Dương, là một loài cá biển thuộc chi Canthigaster trong họ Cá nóc. Loài này được mô tả lần đầu tiên vào năm 2002.

## Phân bố và môi trường sống
C. figueiredoi có phạm vi phân bố ở vùng biển Tây Nam Đại Tây Dương. Loài này được tìm thấy dọc theo bờ biển Nam Mỹ, từ Guyana đến bang Santa Catarina, Brazil, bao gồm các hòn đảo ngoài khơi như đảo san hô Rocas, Fernando de Noronha và đảo Trindade. C. figueiredoi sống xung quanh các rạn san hô và đá ngầm ở độ sâu khoảng từ 54 m trở lại.

## Mô tả
C. figueiredoi trưởng thành có kích thước tối đa được ghi nhận là khoảng 12 cm. Cơ thể có màu nâu nhạt, vùng bụng có màu trắng. Có 2 sọc đen nằm dọc theo chiều dài cơ thể. Mắt vàng, có viền màu xanh lam. Mõm có các vạch màu xanh lơ. Vây đuôi có một đốm đen nhỏ ở góc trên và dưới của gốc vây.
Số gai ở vây lưng: 0; Số tia vây mềm ở vây lưng: 9 - 10; Số gai ở vây hậu môn: 0; Số tia vây mềm ở vây hậu môn: 9; Số tia vây mềm ở vây ngực: 15 - 16.
Cũng như những loài cá nóc khác, C. figueiredoi có khả năng sản xuất và tích lũy các độc tố như tetrodotoxin và saxitoxin trong da, tuyến sinh dục và gan. Mức độ độc tính khác nhau tùy theo từng loài, và cũng phụ thuộc vào khu vực địa lý và mùa.
Thức ăn của C. figueiredoi là các loài rong tảo, động vật giáp xác và động vật thân mềm. Chúng thường được quan sát là bơi theo cặp trên các rạn san hô. C. figueiredoi được đánh bắt nhằm mục đích thương mại cá cảnh, và là một loài cá cảnh phổ biến ở Brazil.